# Clitocybe (genre)
Cet article concerne le genre latin Clitocybe. Pour les champignons appelés clitocybes en français, voir Clitocybe.
Genre

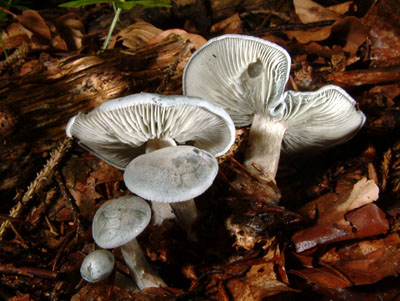
Clitocybe odora

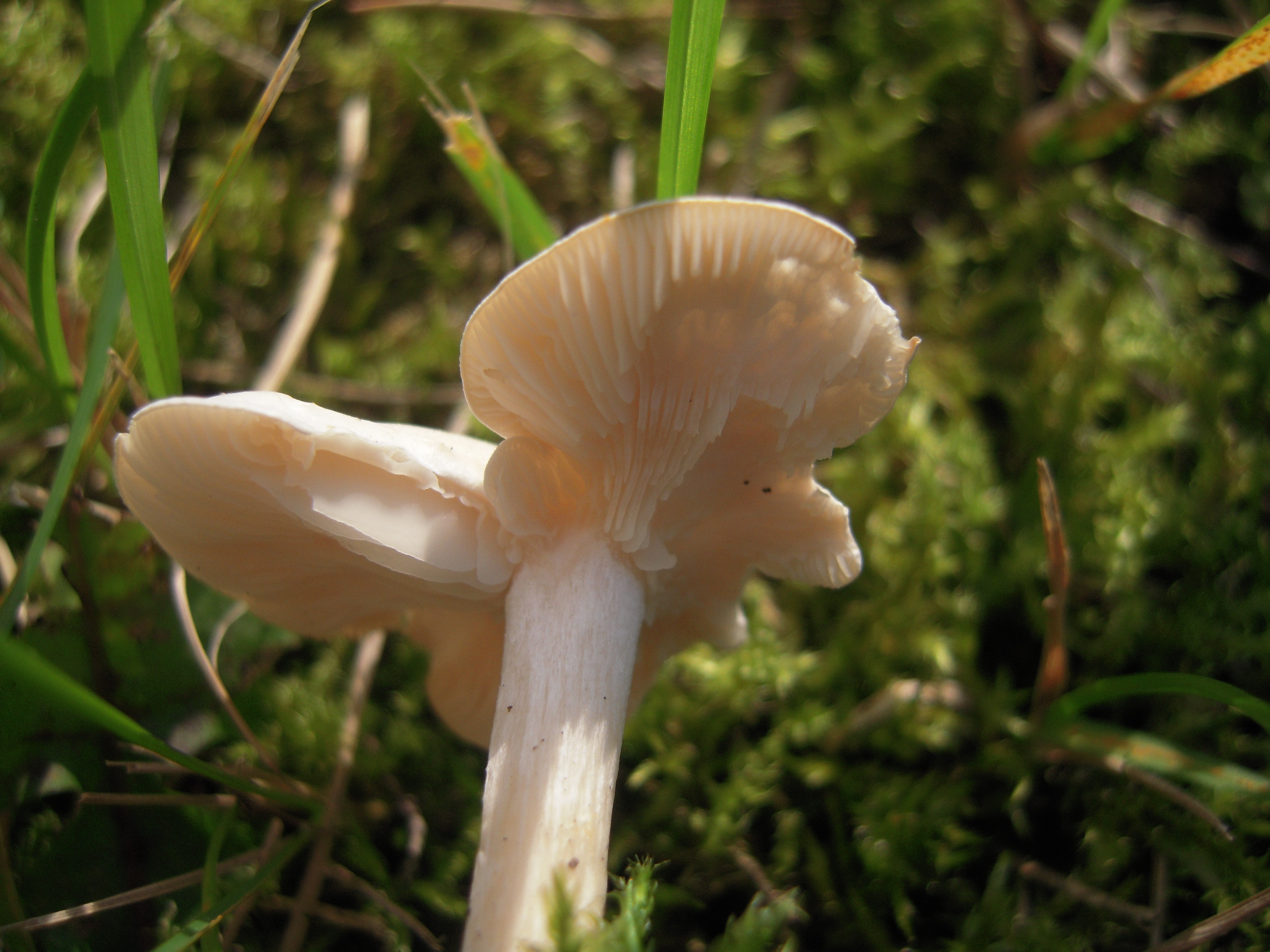
Clitocybe candicans

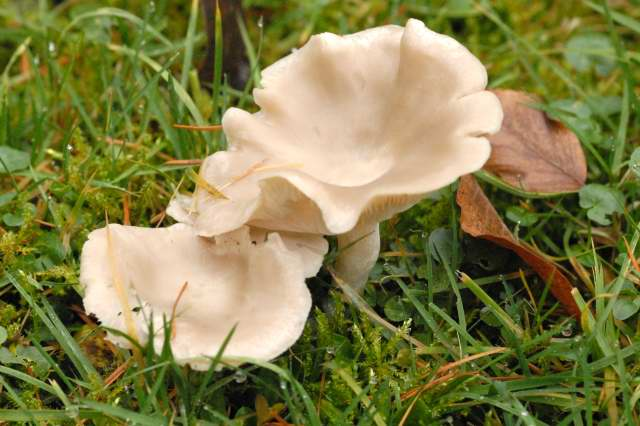
Clitocybe agrestis

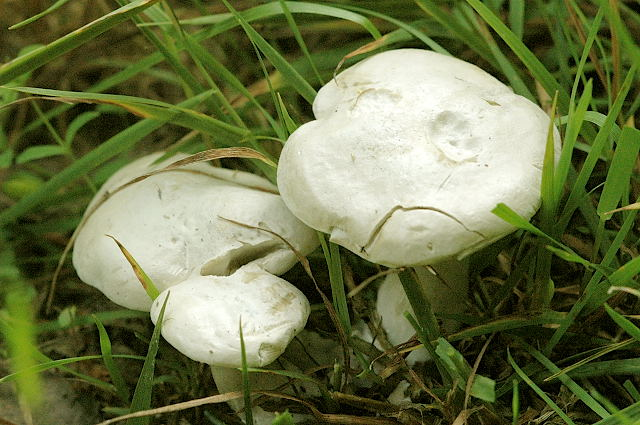
Clitocybe dealbata, mortel

Clitocybe est à la fois le nom latin et le nom français, de genre masculin, adopté par les mycologues du XIXᵉ siècle par transcription à l'identique du nom savant. C'est un genre de champignons basidiomycètes de la vaste famille des Tricholomataceae, très hétérogène. 

## Historique et étymologie
Le genre Clitocybe (Fries) Staude comprend des espèces montrant typiquement un chapeau infundibuliforme (omphaloïde) et des lames décurrentes. Il fut assigné initialement par Fries à une Tribu du « Super-genere » Agaricus au contenu hétéroclite, qu'il remodèle à deux reprises en 1825, en définissant les Clitocybes comme des champignons « à chapeau convexe » (!), et la même année, classe plusieurs espèces comme Omphalia sur la base de leur chapeau concave.
Le terme Clitocybe dérive du grec ancien κλίτος, klítos (« pente, côte, colline »), adj. Klitys,-yos « pentu, penché, retombant » + κύϐη, Kybé « tête  » (en latin = pilus), pour son chapeau présentant souvent une forme concave avec une déclivité centrale à l'état adulte,. Même interprétation sur les sites anglophones (sloping head = funnel shaped), chapeau pentu, creusé en entonnoir.

## Nomenclature et systématique
À la suite de l'éclatement du genre dû aux progrès de la cladistique, un grand nombre d'espèces ont été recombinées dans de nouveaux genres, excepté une poignée de taxons appartenant toujours au genre Clitocybe emendé.
Ce sont des champignons saprotrophes qui poussent sur le bois marcescent dans les forêts ou les prés.  
- Tricholomoïdes + - charnus. Lames d’épaisseur normales, décurrentes adnées ou échancrées. Revêtement non hyménodermique.
- Silhouette omphaloïde, clitocyboïde à tricholomoïde. Quelques collybioïdes à spores amyloïdes, basides sidérophiles.
- Sporée blanche ou crème à ocracé ou rosâtre terne[7].

Chapeau souvent ombiliqué, sec ou hygrophane, pruineux à squameux. Marge lisse ou striée par transparence. Lames décurrentes.  Pied épais, plein, lisse et fibrilleux, à mycélium basal (rizomorphes),  Les spores lisses, non amyloïdes, parfois cyanophiles.  Beaucoup d'espèces sont toxiques : syndromes  muscarinique, coprinien, gastro-intestinal, hémolytique ou acromélalgien. Les espèces comestibles sont rares. 
Le genre a longtemps été un fourre-tout, on parlait de « clitocybe orangé » pour une espèce maintenant reclassée dans les Boletales, de « clitocybe de l'olivier », de « clitocybes laqués » pour des laccaires, etc. Son éclatement a donné naissance à quelques « nouveaux » genres : Infundibulicybe issu de la famille des Tricholomataceae, Clitocybula, Lepista, Omphalia, etc. et lui-même ne compte plus qu'un petit nombre d'espèces. Ainsi, de nombreux champignons encore appelés en français « clitocybes » sont désormais classés (provisoirement sans doute) dans d'autres genres et familles.
[à recycler] : Le nom est tiré du grec kubê, « tête » (qui a donné « gouverner » ou « cybernétique ») et clitos, « pente ». Il s'agit donc de « têtes penchées » ou de « têtes à pentes », en référence à l'inclinaison caractéristique de leurs lames [Cette interprétation intéressante et complémentaire gagnerait à être référencée].

## Classification phylogénétique du genreClitocybe
- - Agaricales,
    - Clade IV Marasmioïde
    - Infundibulicybe gibba MRCA
      - Infundibulicybe ssp.

    - Clade V Tricholomatoïde
      - Mycenaceae
        - Tricholomataceae
          - Clitocybae
            - Clitocybe nebularis
            - Clitocybe ssp.
            - Clitocybe odora, Position probable
              - Lepista irina
              - Lepista ssp.
              - Lepista nuda, Pied Bleu, Position probable
                - Collybia tuberosa
                - Clitocybe rivulosa

          - Tricholomateae

        - Entolomataceae
        - Lyophyllaceae

### Liste des espèces du genreClitocybe
- Clitocybe acromelalga
- Clitocybe agrestis
- Clitocybe albida
- Clitocybe albofragrans
- Clitocybe alexandri
- Clitocybe amarescens
- Clitocybe americana
- Clitocybe amoenolens
- Clitocybe angustissima
- Clitocybe augeana
- Clitocybe barbularum
- Clitocybe brumalis
- Clitocybe cacabus
- Clitocybe candicans
- Clitocybe candida
- Clitocybe catinus > Infundibulicybe
- Clitocybe concava
- Clitocybe costata > Infundibulicybe
- Clitocybe diatreta
- Clitocybe dicolor
- Clitocybe diosma
- Clitocybe ditopa
- Clitocybe elegantula
- Clitocybe eucalyptorum
- Clitocybe festiva
- Clitocybe festivoides
- Clitocybe fragrans
- Clitocybe frysica
- Clitocybe fuscosquamula
- Clitocybe gibba > Infundibulicybe
- Clitocybe gracilipes
- Clitocybe harmajae
- Clitocybe houghtonii
- Clitocybe hydrogramma
- Clitocybe infundibuliformis
- Clitocybe inornata
- Clitocybe lateritia
- Clitocybe lituus
- Clitocybe marginella
- Clitocybe martiorum
- Clitocybe maxima[8]
- Clitocybe metachroa
- Clitocybe nebularis
- Clitocybe odora
- Clitocybe ornamentalis
- Clitocybe paraditopa
- Clitocybe phaeophthalma
- Clitocybe phosphorea
- Clitocybe phyllophila
- Clitocybe pruinosa
- Clitocybe rhizophora
- Clitocybe rivulosa
- Clitocybe robusta
- Clitocybe ruderalis
- Clitocybe sinopica
- Clitocybe squamulosa > Infundibulicybe
- Clitocybe suaveolens
- Clitocybe subalutacea
- Clitocybe subcordispora
- Clitocybe subdryadicola
- Clitocybe subinvoluta
- Clitocybe subsalmonea
- Clitocybe subspadicea
- Clitocybe tenuissima
- Clitocybe trulliformis
- Clitocybe truncicola
- Clitocybe umbilicata
- Clitocybe vermicularis
- Clitocybe vibecina
- Clitocybe wellingtonensis